# 悠久の地平
『悠久の地平』（ゆうきゅうのちへい）はテーブルトークRPG(TRPG)『アルシャード』のリプレイ作品。ゲームマスター（GM）とリプレイの執筆は鈴吹太郎。
『ゲーマーズ・フィールド』6th Season Vol.5（2002年6月）に前編、同Vol.6（2002年8月）に後編が掲載され、のちにサプリメント『クイーン・オブ・グレイス』に収録。2011年2月に『腐食都市』との合本としてエンターブレインより刊行された。

## 概要
「新世紀スタンダードTRPG」を標榜して誕生した『アルシャード』の最初のリプレイであり、前編は『アルシャード』の発売に先立って公開されている。『アルシャード』のルールや世界観を説明すると共に、そのプレイイメージを例示する目的をもって収録された。
『アルシャード』の開幕を告げるリプレイにふさわしく、「ボーイ・ミーツ・ガール」「秘宝探索」「世界滅亡の危機」「タイムパラドックス」といった、SFや冒険物の物語におけるスタンダードな素材をふんだんに取り込んでいる。
GM及びキャラクターを担当したプレイヤー名は『ゲーマーズ・フィールド』掲載時には非公開であり、読者向けにプレイヤー当てクイズ企画も行われていた。プレイヤー名はクイズの回答と同時に公開されたが、『クイーン・オブ・グレイス』再録時には非公開のままであり、2011年の単行本化ではGM名及びプレイヤー名を公開した上で、収録時の風景を交えた再編集がなされた。

初出時にプレイヤー名を公開しなかった理由について、GMを務めた鈴吹太郎は「プレーンでベーシックなリプレイを提供する意図があった」としている。また、プレイヤーの一人は『アルシャード』をデザインした井上純弌であり、「ゲームデザイナーがセッションスタイルを『提示』することは、発売当初のこのタイミングではメッセージとして強すぎる、という危惧もあった」とも回顧している。

## あらすじ
その軍事力を持ってミッドガルド大陸に覇を唱える巨大国家「真帝国（ヴァーレスライヒ）」。だが、その真帝国に抵抗する人々も存在する。飛空艇「虚無の翼」を駆るグラーフ・シュペーも、そんな反真帝国組織の一員である。ある日、グラーフと、彼に雇われた少年傭兵のジークは、とある真帝国基地に捉えられているマリエルという少女を奪還する任務を受けた。助け出した彼女に、ジークは宿命的なものを感じる。
一方、ミッドガルドを浸食する敵性存在「奈落」の駆逐を目的とする組織「エクスカリバー」の一員にして古代の戦闘アンドロイド「ヴァルキリー」であるミストは、ヴォルカヌスという遺跡にある古代技術「レリクス」の探索と、そのレリクスに関係するというグローリアスなる人物との接触を命じられていた。そのグローリアスは、失われたはずの記憶に導かれるように真帝国基地に現れ、旧友グラーフと再会していた。
それぞれの目的をもってヴォルカヌスにやってきたジークたちとミストは、そこで基地の司令官トリフェンド率いる追跡部隊と遭遇するも撃退する。だがそれは、古代―歴史で語られる災厄「ラグナロク」直後から企てられていた陰謀の最初のページに過ぎなかった。

## 登場人物・用語

### プレイヤーキャラクター（PC）
プレイヤーによって操作するキャラクター。名前の横のカッコ内にPLとつけられて記述されているのはプレイヤー名である。キャラクタークラスについてスラッシュで複数書かれている場合はマルチクラスによりクラスを複数有していることを表す。
キャラクタークラスの横のレベルはそのリプレイ開始時のもの。キャラクターの総合レベルは3である。
ジーク (PL - 田中信二)
キャラクタークラス : ファイター (Lv.3)
シャードの加護 :《トール》《トール》《トール》
物心ついた時からの傭兵。父も傭兵であるが、彼が物心ついた時には既に不在で、父探しを兼ねて傭兵稼業を営んでいる。愛用の武器であるアウトレイジを「相棒」と呼ぶ。傭兵という仕事にはこだわりはないが、旅は好んでいる。
グラーフに雇われ第23番基地を襲撃中にマリエルと出会い、グラーフやグローリアス、ミストを巻き込んだ逃避行に出る。
グローリアス (PL - 井上純弌)
キャラクタークラス : ホワイトメイジ (Lv.1) /ヴァグランツ (Lv.1) / アルフ (Lv.1)
シャードの加護 :《イドゥン》《ブラギ》《フレイ》
記憶を失い、ミッドガルドに放逐されたアルフ。夢の中に現れる「メルツィイオク」という男性を追って旅をする中、第23番基地で旧友グラーフと再会。彼らに同行する。その中で徐々に記憶を取り戻していき、終盤で意外な過去が明らかになる。
ミスト (PL - 久保田悠羅)
キャラクタークラス : ファイター (Lv.1) / ヴァルキリー (Lv.2)
シャードの加護 :《トール》《フレイヤ》《フレイヤ》
超古代の神が生んだ戦闘アンドロイド「ヴァルキリー」の一体。ラグナロク後、シャードを得たことで自我を持ち、エクスカリバーに加わった。
シェルリィの命を受け、ヴォルカヌス神殿遺跡探索の手がかりとなるグローリアスとの接触を図るが、その結果マリエルを巡る事件に巻き込まれ、グローリアス同様終盤で自身の過去を知る。
グラーフ・シュペー (PL - 菊池たけし)
キャラクタークラス : ブラックマジシャン (Lv.1) / スカウト (Lv.1) / エージェント (Lv.1)
シャードの加護 :《オーディン》《ヘイムダル》《エーギル》
飛空艇「虚無の翼」号を駆って反真帝国活動を繰り広げる空賊。現在は”総帥”の下で動いている。かつては帝国企業「ゼネラル＝マテリアル」の一員だった。
”総帥”の指示でマリエル奪取作戦を敢行。その過程で、作戦の裏に隠された黒い陰謀に気づく。

### ノンプレイヤーキャラクター（NPC）
ゲームマスターが操作するキャラクター。
マリエル
真帝国皇帝の継嗣を産む「聖母の一族」の少女。トリフェンドによってカプセルで眠らされた状態で第23番基地に移送されていたが、グラーフらの襲撃に乗じて脱出、彼らと行動を共にする。
トリフェンド
第23番基地の指揮官。グラーフとは因縁があり、過去に何度も戦闘している。
”青の”シェルリィ
対奈落組織「エクスカリバー」の指導者の一人。「青」とはシェルリィのレセプターの色で、エルフの位階において「第3位」を示す。
ヴォルカヌス神殿遺跡に特殊なレリクスが存在する情報を得、ミストにレリクスの回収と、そのレリクスに詳しいというグローリアスとの接触を指示した。
エンディングでグローリアスと一つの約束を交わし、それがシェルリィをウートガルド出奔とエクスカリバー設立に向かわせた。
”総帥”
ある反真帝国組織を率いる謎の存在。組織の構成員とは通信でしか会話したことはなく、実際の作戦の指揮はグラーフに委ねている。
グラーフたちにマリエルの奪取を命じた。
メルツィイオク
グローリアスの僅かな過去の記憶に現れるアルフの男性。ラグナロク後の世界に絶望し、人間の存在を危険視していた。
トリフェンドと”総帥”の正体はメルツィイオクである。彼はラグナロク直後の時代のアルフで、グローリアスの反対にもかかわらず自ら開発したナグルファルをもって人間を粛清しようとしていた。しかしその時点でのナグルファルの起動は中止された。長い年月を経てメルツィイオクは様々な名前と身分でミッドガルドの諸勢力に入り込み、ナグルファルを起動するための動力源としてマリエルに目をつけ、その身柄を確保すべく暗躍していた。
グローリアスに恋心を寄せており、かつてナグルファルの起動を中止したのは、彼女を起動動力源とすることに躊躇したためである。ミストを作ったのもメルツィイオクである。

### 用語
北方山脈方面第23番基地
冒頭でグラーフ、ジークら「虚無の翼」号が向かった真帝国軍の基地。マリエルはこの基地に軟禁されていた。
聖母
真帝国の皇帝を出産する使命を帯びた女性のこと。真帝国は「聖母の一族」を擁しており、そのうちの一人が聖母マリエルとして選ばれるという。聖母マリエルとして選ばれた女性は帝国によって厳重に保護され、真帝国の象徴として人々から崇敬される。そして、時が来れば聖母マリエルが処女懐胎するとも言われており、そのときは次代の皇帝が生まれる時とされている。ただし、この400年間、聖母マリエルは一度も懐胎せぬまま代を重ね続け、今上帝グスタフ・ヨーゼフ2世は機械によって生命維持をされて400年を生き抜いている。
一般には隠されているが、聖母の一族とは、オリジナルの聖母（グスタフ・ヨーゼフ2世を生んだ女性。記事「アルシャードトライデント」の「神もしくは霊的存在」の項も参照）のクローン体（エイリアス）のことである。そして、聖母はバックアップとして常に複数体が作られ、真帝国の象徴とされている一人の聖母のほかにも、様々な環境でバックアップの聖母が育てられているのだという。そのため、本リプレイが再録された『クイーン・オブ・グレイス』では本リプレイのマリエルとは別のマリエルを救うためのシナリオが掲載されている。
後の『アルシャード』シリーズのルールブックやサプリメントにおいて、真帝国の象徴として祭り上げられている「聖母マリエル」というNPCは、本リプレイのエンディングでジークが「マリエル」を誘拐した後に、代役として抜擢されたバックアップ要員である。リプレイの事件の終了後、世間的にはマリエルは死亡したと報道され、「市井に養女に出されていた聖母の一族の一人を新しい聖母として迎えた」と発表した。このマリエルは帝国の発表のとおり市井で育っていた普通の女性タイプのエイリアスであり、自分が聖母エイリアスだという自覚もなかった中で、突然聖母の宿命を負わされてしまっている。
ヴォルカヌス神殿遺跡
シェルリィがミストに探索を命じた超古代の遺跡。
その実体はかつてアルフがミッドガルドに住んでいた時代の研究施設で、クロノ・スリンガーやナグルファルはここに置かれていた。グローリアスのエンディングでのアルフたちの会話によれば、彼らはここでシャードを用いた研究を行っていたらしい。
クロノ・スリンガー
超古代のアルフが遺したオーバーテクノロジーの産物「レリクス」の一つ。いわゆるタイムマシンだが、過去への遡行しか出来ない。稼働時間にも制限があり、それを過ぎると強制的に現代に戻される。ヴォルカヌス神殿遺跡に安置されていた。
ミストの持つクロノスのシャードを組み込むことで動作する仕組みになっている。
後の「アルシャードトライデント」リプレイ「爆誕! ゴッドウォリアーズ!!」にて、グローリアスも建造に関与していたことが明らかにされた。
クロノスのシャード
時間の神クロノスの欠片。時間を跳躍する力を持つが、単体での使用は出来ず、クロノ・スリンガーに組み込むことでその力を発揮する。グローリアスの言葉によれば、全ての基本にして不可侵たる「時間」に触れられるクロノスのシャードは、それ故に世界を滅ぼす力となる。
ミストは本来、クロノスのシャードを護るために、メルツィイオクによって作られたヴァルキリーであり、動力源もクロノスのシャードであった（現在は別途入手したシャードを動力源としている）。
ナグルファル
メルツィイオクによって造られたレリクス。世界中のマナを吸収する。起動には、ナグルファルのために調整された者の魂が必要となるが、その起動動力源こそ過去においてはグローリアス、現代ではマリエルである。
終盤、マリエルを使ってメルツィイオクはナグルファルを起動。その結果、マナを失った世界は奈落に飲み込まれてしまう。その事実を抹消するためにクロノ・スリンガーが使用された。

## 歴史改変の結果
本リプレイ終盤、PCたちは奈落に呑み込まれた世界を救うため、レリクス「クロノ・スリンガー」を起動させ、時を遡りラグナロク直後のミッドガルドに向かった。その結果、ミッドガルドの歴史が書き換えられることとなる。以下はその主なものである。なお、過去での歴史改変の後に現代に帰ったグラーフとジークは「改変された歴史の中にいるグラーフとジーク」に統合されたため、描かれたシナリオそのものを（マリエル救出の事実を除いて）体験しなかったことになっている。またグローリアスについてはエンディングで記憶を抹消されヴォルカヌス神殿を追われた後、現代に至ってミストから事件の内容を聞かされている。
|                                        | 時間改変前                                   | 時間改変後 |
| -------------------------------------- | -------------------------------------------- | --- |
| グラーフとジークの行動動機             | "総帥"の指令を受けて第23番基地を襲う         | グラーフが自発的に第23番基地を襲い、 歴史改変前と同じくジークとマリエルが邂逅する。 二人の再会は偶然なのか運命なのかはあえて語られない                                                                         |
| マリエルの運命                         | ナグルファルの起動動力源とされ死亡           | 健在。 ゾンバルトによって第23番基地に移送され、 ジークたちに救出された後、自由の身に。 （世間的にはマリエルは不慮の死を遂げたと報道され、 現在はマリエルの"妹"が「聖母マリエル」の名を継ぎ担ぎ上げられている） |
| グローリアスの追放理由                 | 不明。 メルツィイオクが彼女の記憶抹消に関与? | メルツィイオクを倒したことで、 同族殺しの罰を受けた |
| ミストの運命                           | 別のシャードを得、 エクスカリバーに加わる    | ヴォルカヌス神殿遺跡に封印 現代に至りグローリアスと再会 |
| シェルリィのエクスカリバーへの参加動機 | 不明                                         | 記憶を消される直前のグローリアスと交わした約束 |
| 第23番基地の司令官                     | トリフェンド                                 | ヘルムート・ゾンバルト |